# Peter Bottomley
Peter James Bottomley, född 30 juli 1944 i Newport i Shropshire, är en brittisk konservativ politiker. Han var ledamot av underhuset för Woolwich West mellan 1975 och 1983 samt Eltham mellan 1983 och 1997. Sedan 1997 är Bottomley ledamot för valkretsen Worthing West.
Efter valet 2019 blev Bottomley ålderman i underhuset (Father of the House of Commons).
Peter Bottomley är gift med Virginia Bottomley sedan 1967. Han har läst ekonomi i Cambridge och tidigare arbetat som lastbilschaufför.